# Tour de Màrmara
El Tour de Màrmara va ser una competició ciclista per etapes que es disputava a la regió de la Màrmara, a Turquia. La cursa va formar part de l'UCI Europa Tour, amb una categoria 2.2.

## Palmarès
| Any  | Vencedor            | Segon        | Tercer        |
| ---- | ------------------- | ------------ | ------------- |
| 2010 | Kemal Küçükbay      | Mert Mutlu   | Adil Kurkut   |
| 2011 | Ali Rıza Tanrıverdi | Omar Hasanin | Nazim Bakırcı |